# Aufgelesen
Aufgelesen ist ein US-amerikanisches Filmdrama aus dem Jahr 1951 von Hugo Haas, der zusammen mit Beverly Michaels die Hauptrolle spielt. Der Film noir basiert auf dem 1929 veröffentlichten Roman Hlídač č. 47 des tschechischen Schriftstellers Josef Kopta.

## Handlung
Der verwitwete Eisenbahn-Angestellte Jan Horak lebt einsam in einem kleinen Haus nahe der Bahnstrecke. Er bekommt Besuch von seinem Freund, einem Hobo, der Professor genannt wird. Jan erzählt ihm von seiner Einsamkeit, insbesondere da sein Hund verstorben ist. Als der neue Assistent Steve Kowalski ankommt, nimmt Jan den Ratschlag des Professors an und geht in die Stadt. Auf einem Jahrmarkt will er sich nach einem Welpen umschauen und begegnet der langbeinigen Blondine Betty. Betty ist überzeugt, dass Jan wohlhabend ist und wettet mit ihrer Freundin Irma, dass Jan sie zum Essen ausführen wird. Betty flirtet mit Jan und verbringt mit ihm den Tag auf dem Jahrmarkt. Als Jan für kurze Zeit sein Gehör verliert, eilt er verstört nach Hause. 
Am nächsten Wochenende lädt Jan Betty auf einen Kaffee zu sich nach Hause ein. Betty akzeptiert, ist aber von Jans spartanischer Einrichtung betroffen. Während Jan den Kaffee macht, fällt Betty ein Kontoauszug in die Hände. Jan hat 7.300 Dollar angespart. Sie fragt ihn, wann er in Rente gehen wird. Seine Antwort, sechs Jahre, enttäuscht sie und sie schlägt zu seinem Entsetzen vor, eine Krankheit vorzutäuschen, um in den vorzeitigen Ruhestand gehen zu können. Als Steve zum Dienst antritt, lässt sich Betty von ihm nach Hause fahren. Am Abend erfährt Betty, dass sie und Irma aus ihrer Wohnung gewiesen wurden. Betty sieht nur einen Ausweg, indem sie Jan heiratet. 
Schon bald ist Betty von dem eintönigen Alltag gelangweilt, obwohl Jan sich aufmerksam um sie kümmert. Eines Tages nimmt er sie mit auf seine Inspektionstour entlang den Gleisen. Bei einer Rast an einer Klippe wiederholt sie ihren Vorschlag, dass Jan in Rente gehen soll. Jan ist verärgert, Betty kehrt alleine zurück. Plötzlich fühlt sich Jan schlecht und erkennt entsetzt, dass er taub ist. Am Abend lässt er sich von einem Arzt untersuchen. Steve kehrt von einer größeren Inspektionstour zurück und ist erstaunt, dass Jan und Betty in der Zwischenzeit geheiratet haben. Der Arzt erklärt Jan, dass sein Gehörverlust psychosomatisch bedingt sei, was Betty jedoch nicht versteht. 
Einige Tage später wird Jan in der Stadt von einem Auto angefahren. Als er wieder zu sich kommt, kann er wieder hören. Er erinnert sich an Bettys Vorschlag und entschließt sich, weiterhin die Taubheit vorzutäuschen. Er kommt zu Hause an und findet Betty schlafend vor. Noch bevor er mit ihr sprechen kann, erscheint Steve, mit dem Betty nach ihrem Erwachen flirtet. Jan hört, wie Betty Steve erklärt, dass sie Jan verlassen werde, sobald er sein Geld habe. Am nächsten Tag erfährt sie, dass Steve mit einem Anwalt gesprochen hat. Eine Scheidung werde ihr nicht helfen, die einzige Möglichkeit Jans Vermögen zu bekommen, sei sein Tod. Betty vertraut Steve an, von Jan geschlagen zu werden. 
Kurze Zeit später verfasst Jan einen Brief an seine Arbeitgeber, in dem er gesteht, seine Taubheit vorgetäuscht zu haben. Am Abend sucht Betty Steve auf und behauptet, wieder geschlagen worden zu sein. Sie schlägt vor, dass Steve Jan bei der nächsten Inspektionstour von der Klippe schubst. Am nächsten Morgen übergibt Jan dem Professor den Brief, den er bei der Eisenbahn-Gesellschaft abliefern soll. Jan informiert ihn, dass er wieder hören kann. Mit Steve unternimmt Jan die Inspektion. An der Klippe bringt es Steve nicht über sich, Jan zu schubsen. Als die beiden Männer zurückkommen, ist Betty wütend und fährt in die Stadt. Jan und Steve verbringen die Nacht trinkend. Als Betty am Morgen heimkommt und ihre Sachen packt, wird sie von Steve angegangen. Jan kommt ihr zu Hilfe und enthüllt, dass er hören kann. Als Steve nun Jan angreift, verlässt Betty das Haus. Der Professor kommt Jan zu Hilfe. Er hat eine Nachricht der Gesellschaft dabei, die Jan für seinen Schwindel verzeiht. Als Steve verärgert wegfährt, übergibt der Professor Jan einen Welpen.

## Produktion

### Hintergrund
Gedreht wurde der Film Anfang März 1950 in den Motion Picture Center Studios in Hollywood.

### Stab
Rudi Feld oblag die künstlerische Leitung. Verantwortlicher Toningenieur war John R. Carter.

### Besetzung
In einer kleinen nicht im Abspann erwähnten Nebenrolle trat Murvyn Vye auf.

## Veröffentlichung
Die Premiere des Films fand am 24. Juli 1951 statt. In der Bundesrepublik Deutschland kam er am 17. Oktober 1952 in die Kinos, in Österreich im Jahr 1954.

## Kritiken
Der Filmkritiken-Aggregator Rotten Tomatoes hat in einer Auswertung ein Publikumsergebnis von 71 Prozent positiver Bewertungen ermittelt.
Das Lexikon des internationalen Films schrieb: „Düsteres psychologisches Kriminaldrama.“
Matthias Merkelbach notierte im Portal der Film noir, die Produktion vermöge mit ihren vulgär holzschnitzartigen Charakteren und ihren schmerzhaft hölzernen Dialogen bis heute zu unterhalten. Haas schaffe es, seine Figuren mit Facetten und sogar mit Witz auszustatten, es schwinge in jeder Szene Engagement und Empathie mit. Ein Film Noir für die Unerschrockenen und für alle Liebhaber von trashigen B-Produktionen.
Der Kritiker der The New York Times bescheinigte Hugo Haas, seine filmischen Kommentare über schmierige und noble Personen seien einfach und effektiv. Zwar sei die Geschichte nicht sonderlich geschickt und die Besetzung nicht außergewöhnlich. Dennoch schaffe es der Film, eine düstere Stimmung einzufangen. Die zentralen Charaktere und ihre Qualen seien gut erdacht und gespielt. Die nicht überzeugenden Nebenrollen können das Drama der Geschichte nicht unterstützen.
Der Kritiker des TV Guide sah einen unbeholfenen aber seltsam faszinierenden Film noir.